# 纳瓦拉博物馆

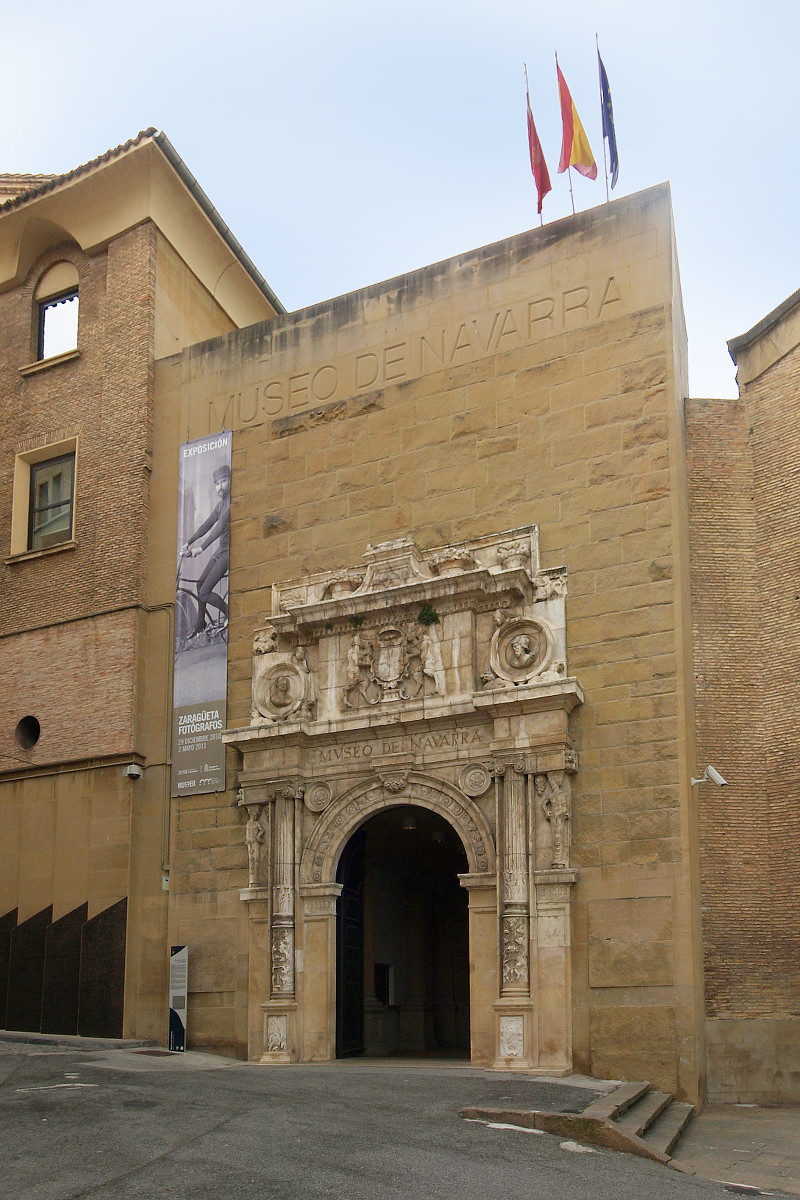

纳瓦拉博物馆（西班牙語：Museum de Navarra）是纳瓦拉自治区的艺术博物馆，位于西班牙潘普洛纳的圣多明各库埃斯塔街（Calle Cuesta Santo Domingo）。

## 历史
该博物馆设于16世纪的“潘普洛纳仁慈圣母医院”（Nuestra Señora de la Misericordia de Pamplona）内，1956年才改建为博物馆。这些藏品的来源是1844年由一个省委员会获得的作品，1910年在现在的“密室”（Cámara de los Comptos）展出。入口右侧是医院教堂的立面。
这座四层楼高的博物馆的展品按时间顺序排列，从史前作品到20世纪。系列包括：
- “Mapa de Abauntz”, 是一幅史前版画，上面有地理标志
- 《巴克斯的胜利》，一世纪镶嵌画，古罗马城镇安第洛斯，靠近门迪戈里亚
- 古潘普洛纳主教座堂的罗马式柱头
- Leyre Casket，一个莫扎拉布象牙箱子（1004/5）
- Artaíz 圣马丁的罗马式壁画
- 奥利特圣伯多禄钟楼的罗马式壁画
- 壁画，阿尔塔霍纳 圣萨图尼诺（San Saturnino）
- 哥特式壁画（1330），潘普洛纳主教座堂的餐厅，作者胡安·奥利弗
- 加里皮安佐和奥利塔的壁画
- 文艺复兴纯灰色壁画，奥里斯宫（Palacio de Óriz），描绘查理五世在萨克森的战争
- 《圣热罗尼莫雕像》，胡安·德安切塔
- Ecce Homo，路易斯·德·莫拉莱斯，
- Vicente Berdusán的绘画作品
- 《圣母加冕》，弗朗西斯科·卡米洛
- 《圣母领报》，弗朗西斯科·德利佐纳
- 《圣若瑟》，作者Alonso del Arco
- 《无玷始胎》，弗朗西斯科·伊格纳西奥·鲁伊斯·德拉伊格莱西亚
- 《静物与鱼》，Mateo Cerezo画派
- 《创世纪的故事》（1700），佛兰芒人Jacob Bouttats的十二幅铜画，
- 《莱安德罗·费尔南德斯·德莫拉廷肖像》（约1790年），Luis Paret
- 《圣阿德里安侯爵画像》，弗朗西斯科·戈雅

此外，该博物馆还展出来自纳瓦拉或活跃于纳瓦拉的艺术家的作品。教堂则用来展示宗教艺术。